# Mamadou Samassa (ur. 1990)
Mamadou Samassa (ur. 16 lutego 1990 w Montreuil) – malijski piłkarz francuskiego pochodzenia, występujący na pozycji bramkarza we francuskim klubie Stade Lavallois oraz w reprezentacji Mali. Brązowy medalista Pucharu Narodów Afryki 2013.

## Kariera klubowa
Od początku profesjonalnej kariery był związany z francuskim klubem Guingamp. Grał w nim do 2016 roku. Wtedy też przeszedł do Troyes AC.
| Sezon     | Klub              | Kraj    | Rozgrywki | Mecze | Bramki | Rozgrywki Europy | Mecze | Bramki |
| --------- | ----------------- | ------- | --------- | ----- | ------ | ---------------- | ----- | ------ |
| 2010/11   | En Avant Guingamp | Francja | National  | 38    | 0      | -                | -     | -      |
| 2011/12   | En Avant Guingamp | Francja | Ligue 2   | 26    | 0      | -                | -     | -      |
| 2012/13   | En Avant Guingamp | Francja | Ligue 2   | 33    | 0      | -                | -     | -      |
| 2013/2014 | En Avant Guingamp | Francja | Ligue 1   | 19    | 0      | -                | -     | -      |
| 2014/2015 | En Avant Guingamp | Francja | Ligue 1   | 9     | 0      | Liga Europy UEFA | 1     | 0      |
| 2015/2016 | En Avant Guingamp | Francja | Ligue 1   | 1     | 0      | -                | -     | -      |

Stan na: koniec sezonu 2015/2016

## Kariera reprezentacyjna
W reprezentacji Mali zadebiutował w 2012 roku.

## Życie prywatne
Samassa jest kuzynem innego piłkarza o tym samym nazwisku − Mamadou Samassy, który także był reprezentantem kraju.